# Coalizione multinazionale in Iraq

Distintivo delle unità della U.S. Army assegnate all'MNF-I.

La Coalizione dei volenterosi indicata dal Dipartimento di Stato degli Stati Uniti d'America nel 2003.

"Coalizione multinazionale in Iraq" (in inglese "Multi-National Force – Iraq", acronimo: "MNF-I") è il termine con cui ci si riferisce comunemente al gruppo di paesi raccolto dagli Stati Uniti dapprima per abbattere il regime iracheno di Saddam Hussein durante la Guerra in Iraq della primavera 2003, e poi per partecipare alla stabilizzazione dell'Iraq occupato.
Questa coalizione è a volte indicata con l'espressione coalizione dei volenterosi (dall'inglese coalition of the willing), che riprende un termine usato dall'amministrazione Bush nel periodo dell'invasione per lodare i Paesi che la appoggiavano o vi stavano prendendo parte.

## Origini e scopi della coalizione
Le origini della coalizione risalgono alla decisione americana presa nel corso del 2002 di non tollerare ulteriormente il regime del partito Ba'th di Saddam Hussein in Iraq, o perlomeno di richiedere una sua stretta osservanza delle numerose risoluzioni del Consiglio di Sicurezza delle Nazioni Unite che concernevano l'Iraq.
Il presidente Bush ed i suoi alleati più stretti (primo fra tutti il premier britannico Tony Blair) cominciarono quindi a raccogliere una vasta coalizione di stati favorevoli ad una linea dura nei confronti dell'Iraq ed eventualmente anche ad un intervento armato.
Lo scopo dichiarato fu inizialmente di ottenere il rispetto di tutte le risoluzioni ONU, anche se appare estremamente probabile che questo fosse soprattutto un pretesto per ottenere dall'ONU stessa l'autorizzazione ad un intervento militare in Iraq. Tuttavia dopo una prima risoluzione unanime del Consiglio di Sicurezza (n. 1441 dell'8 novembre 2002), che concedeva all'Iraq un'ultima possibilità per rispettare i propri impegni di disarmo presi al termine della Prima Guerra del Golfo (1990-1991), l'Iraq riuscì a dividere il fronte dei propri avversari grazie ad un grado di collaborazione (ad es. nel campo delle ispezioni da parte del personale ONU) molto superiore a quello che molti si attendevano, tanto che diversi membri del Consiglio di Sicurezza (fra cui la Francia, che ha potere di veto) si opposero ad una seconda risoluzione che autorizzasse esplicitamente un'invasione.
La coalizione diventò allora soprattutto un modo per ottenere una certa copertura politica alle azioni di Stati Uniti e Regno Unito. Poiché l'obiettivo di rinforzare militarmente la coalizione era del tutto secondario (nessuno dei Paesi che si sperava di coinvolgere disponeva di forze paragonabili a quelle USA), Bush e Blair puntarono soprattutto sul numero di Stati che partecipavano alla coalizione, piuttosto che sull'entità del loro contributo. Va infatti ricordato che il 75% delle truppe che parteciparono all'invasione vera e propria erano americane ed il resto in era in larga maggioranza britannico.

## Composizione iniziale
Bush trovò terreno fertile fra i governi di centro-destra dell'Europa occidentale (specialmente la Spagna, che sedeva nel Consiglio di Sicurezza; la defezione francese fu però un colpo fatale per gli sforzi americani all'ONU), nell'Europa orientale, fra le repubbliche ex-sovietiche e nell'America centrale ed in Oceania. A questi si devono aggiungere alcuni stati dell'Africa e dell'Asia orientale (fra cui il Giappone). L'unico paese arabo che appoggiò l'invasione (fungendo da base per il suo lancio) fu il Kuwait. Inoltre la Turchia assunse una posizione anomala, dichiarando di appoggiare l'invasione ma rifiutando di inviare truppe o di concedere l'uso del proprio territorio alle forze di terra americane.
Per quanto l'invasione fosse stata condotta dalle sole forze di USA, Regno Unito, Australia e Polonia (alcuni piccoli contingenti, come quello ceco erano presenti in Kuwait durante l'invasione, ma non presero parte alle operazioni offensive), il 27 marzo 2003 il
sito della Casa Bianca diffuse la notizia che la coalizione era composta dai 48 paesi elencati qui sotto:
- Afghanistan
- Albania
- Angola
- Australia
- Azerbaigian
- Bulgaria
- Colombia
- Corea del Sud
- Rep. Ceca
- Danimarca
- Rep. Dominicana
- El Salvador
- Eritrea
- Estonia
- Etiopia
- Georgia
- Regno Unito
- Honduras
- Ungheria
- Islanda
- Italia
- Giappone
- Kuwait
- Lettonia
- Lituania
- Macedonia del Nord
- Isole Marshall
- Micronesia
- Mongolia
- Nicaragua
- Paesi Bassi
- Palau
- Panama
- Filippine
- Polonia
- Portogallo
- Romania
- Ruanda
- Singapore
- Slovacchia
- Isole Salomone
- Spagna
- Stati Uniti
- Tonga
- Turchia
- Uganda
- Ucraina
- Uzbekistan

Molti (circa 30) di questi inviarono in seguito contingenti militari, spesso simbolici ma a volte consistenti. Bush definì questo gruppo di Stati come la "coalizione dei volenterosi" (coalition of the willing) e propriamente questo termine dovrebbe essere utilizzato per indicare questi soli Paesi.

## Evoluzione e situazione successiva
A questo gruppo iniziale si aggiunsero successivamente Norvegia, Thailandia, Ungheria, Nuova Zelanda, Moldavia, Armenia, Kazakistan e Bosnia ed Erzegovina, la maggior parte dei quali inviarono truppe in Iraq su invito dell'ONU allo scopo di favorire la stabilizzazione del Paese.
D'altra parte, diversi degli stati che hanno inviato truppe in Iraq hanno già ritirato o fortemente ridotto i loro contingenti. Fra costoro vi sono Italia, Spagna, Bulgaria, Ucraina, Nicaragua, Honduras, Norvegia, Repubblica Domenicana, Filippine, Thailandia, Nuova Zelanda, Portogallo, Singapore, Paesi Bassi, Moldavia e Tonga.
Si può fare riferimento alla situazione del gennaio 2006 quando in Iraq c'erano circa 140.000 statunitensi ed 8.000 britannici, cui si aggiungono 3 contingenti fra 1.000 e 5.000 uomini (Corea del Sud, Italia, Polonia), 13 contingenti fra 100 e 1.000 uomini (Romania, Georgia, Giappone, Danimarca, Australia, El Salvador, Azerbaijan, Mongolia, Albania, Lettonia, Rep. Ceca, Lituania, Slovacchia) e 5 sotto i 100 uomini (Armenia, Bosnia, Estonia, Macedonia, Kazakistan). Esiste inoltre un contingente ONU di circa 1.000 uomini (forniti da Romania, Georgia ed isole Figi), con compiti di protezione degli uffici dell'ONU nel Paese.
In termini percentuali le forze della coalizione occupante a tutt'oggi sono statunitensi per l'75%, britanniche per il 23% e di altre 21 nazioni per il rimanente 2%.
Nel 2006 si è assistito soprattutto a ritiri o riduzioni dei contingenti, ad esempio quello italiano. Persino il contingente britannico fu ridotto di almeno un 20% alla fine del 2007. Delle nazioni alleate con gli USA, la situazione fino al marzo 2007 vide un'ancor più accentuata prevalenza delle forze USA.